# Faverolles (Orne)
Faverolles – miejscowość i gmina we Francji, w regionie Normandia, w departamencie Orne.
Według danych na rok 1990 gminę zamieszkiwało 178 osób, a gęstość zaludnienia wynosiła 17 osób/km² (wśród 1815 gmin Dolnej Normandii Faverolles plasuje się na 708. miejscu pod względem liczby ludności, natomiast pod względem powierzchni na miejscu 476.).